# Paecilomyces byssochlamydoides
Paecilomyces byssochlamydoides är en svampart som beskrevs av Stolk & Samson 1972. Paecilomyces byssochlamydoides ingår i släktet Paecilomyces och familjen Trichocomaceae.   Inga underarter finns listade i Catalogue of Life.